# سليمان بن عمر (جبلة)

تعديل مصدري - تعديل

سليمان بن عمر محلة تابعة لقرية ذقاشة، التابعة لعزلة الربادي بمديرية جبلة إحدى مديريات محافظة إب في الجمهورية اليمنية، بلغ تعداد سكانها 42 حسب تعداد اليمن لعام 2004.